# Dick Roelofsen
Dick Roelofsen is een Nederlands dirigent en hoornist.

## Levensloop
Roelofsen kreeg zijn eerste muzieklessen bij de Harmonie Ede en speelde hoorn in deze vereniging. Hij studeerde hoorn aan het ArtEZ Conservatorium in Arnhem onder andere bij Frits Hehne en Jaap Prinsen. In 1976 werd hij hoornist bij de Marinierskapel der Koninklijke Marine. Van 1984 tot 1988 studeerde hij HaFa-directie aan het ArtEZ Conservatorium te Enschede. In 1998 werd hij assistent-dirigent bij de Marinierskapel in Rotterdam. Na het vertrek van Maurice Hamers werd hij op 1 april 2000 opvolger als dirigent van het militaire beroepsharmonieorkest in afwachting van een nieuwe dirigent.
Twee van meerdere hoogtepunten met dit orkest waren het optreden met Volumia! bij het "Sail Amsterdam" en het afscheid van het paard Gestion Bonfire van de Olympische dressuurkampioene Anky van Grunsven. Maar voor hemzelf was het een grote eer het jaarlijkse Korpsconcert te dirigeren. Met de komst van Pieter Jansen kwam Roelofsen weer terug in zijn functie als kapelmeester.
Hij was ook dirigent van 1987 tot 2001 van de Christelijke Muziek- en Showband Juliana, Amersfoort en van de Brassband Gelderland. Tegenwoordig is hij nog dirigent van de Harmonie Ede, en vanaf januari 2009 is hij opnieuw dirigent bij Juliana Amersfoort, maar nu van het derde orkest "concertorkest Willem III"